# Clark Ádám tér
Clark Ádám tér (place Clark Adam) est une vaste place située dans le quartier de Víziváros, du 1er arrondissement de Budapest à l'entrée du tunnel qui, dans le prolongement du pont aux Chaînes, passe sous la colline du château de Buda. Prenant la forme d'un vaste rond-point, on y trouve le terminus du funiculaire et le kilomètre zéro de Hongrie.
Elle porte le nom de l'ingénieur écossais Adam Clark (1811-1866), qui réalisa le pont aux Chaînes.